# Ludwika Grabińska
Ludwika Grabińska z Laskowskich (ur. ok. 1834, zm. po 1891) – polska aktorka teatralna.

## Kariera aktorska
Od dzieciństwa występowała w teatrach krakowskich. Jako młoda osoba zyskała popularność w rolach amantek, subretek i bohaterek, m.in. w zespole Jana Okońskiego (występowała tam w latach 1851–1856) i Fryderyka Sellina w Łodzi (1864). W późniejszych latach występowała w wielu zespołach teatrów prowincjonalnych: Piotra Woźniakowskiego, Konstantego Sulikowskiego, Anastazego Trapszy, Aleksandra Carmantranda, Kazimierza Filleborna, a od 1873 w zespole prowadzonym przez jej męża. Związana była również z warszawskimi teatrami ogródkowymi: „Tivoli” oraz „Belle Vue”. W sezonie 1872/1873 należała do zespołu teatru poznańskiego. W latach 1888–1891 grała w zespole Łucjana Kościeleckiego w Łodzi. Nie są znane jej dalsze losy ani okoliczności śmierci. Wystąpiła m.in. w rolach: Zofii (Podróżomania) Marty (Karpaccy górale), Amalii (Zbójcy), Blanki (Córka filozofa), Barbary (Barbara Radziwiłłówna), Szambelanowej (Pan Jowialski), Podstoliny (Zemsta), Żegociny (Pan Damazy), Łechcińskiej (Rozbitki) i Szenionowej (Żydzi).

## Rodzina
Pochodziła z aktorskiej rodziny. Była córką Macieja Laskowskiego, aktora teatru krakowskiego. Około 1869 r. wyszła za mąż za aktora i przedsiębiorcę teatralnego Juliana Grabińskiego. Aktorką była również jej córka, Antonina Filleborn.